# Duple Dominant
 (novembre 2021).
Si vous disposez d'ouvrages ou d'articles de référence ou si vous connaissez des sites web de qualité traitant du thème abordé ici, merci de compléter l'article en donnant les références utiles à sa vérifiabilité et en les liant à la section « Notes et références ».

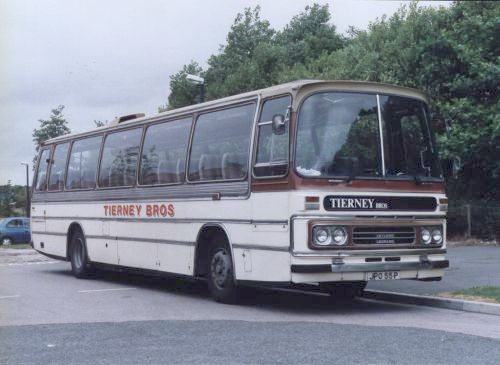
Autocar Duple Dominant sur châssis Leyland Leopard

Le Duple Dominant est un modèle d'autocar double usage, autocar et autobus, à un étage, fabriqué par le carrossier britannique Duple de 1972 à 1982. Ces carrosseries ont été montées sur des châssis avec moteur à l'avant, à moteur central sous le plancher et à moteur en porte à faux à l'arrière. Cette large gamme remplace les modèles Duple Viceroy, Vega et Vista à structure bois.

## Histoire
Les autocars Duple étaient généralement mis à jour tous les deux ou trois ans. En 1967, la gamme devait subir une refonte majeure car Duple avait perdu des parts de marché au profit de son principal rival Plaxton dont le modèle Panorama à grandes baies vitrées donnait un aspect daté à la gamme Bella. Le nouveau modèle Viceroy annoncé en août 1966 a cherché à résoudre ce problème et à concurrencer Plaxton en agrandissant non seulement les fenêtres, mais en ajoutant des impostes coulissantes au-dessus de celles-ci. Le Viceroy n'a pas réussi à renverser la situation et en 1972, Duple présente, enfin, un nouveau modèle, le Dominant pour assurer sa survie.
La production du Dominant débute en 1972 sur plusieurs types de châssis. La carrosserie d'origine avait une ligne de caisse rectiligne avec le pare-brise, les fenêtres latérales et la vitre arrière au même niveau. En 1976, la face avant est modifiée avec l'apparition d'une calandre moins torturée et un pare-brise agrandi. Le modèle est renommé Dominant I.
Le Dominant I est resté en production de 1976 à 1982, mais comme modèle low-cost par rapport au Dominant II, mais surtout parce que l'agrandissement de la hauteur du pare-brise était incompatible avec certains châssis à moteur placé longitudinalement à l'avant. Une variante spéciale plus étroite a été fabriquée pour les îles anglo-normandes.
Le Dominant II, lancé en 1976, avait un pare-brise plus haut, des phares rectangulaires, une calandre différente et une lunette arrière plus petite et plate.
Le Dominant III a été conçu pour satisfaire la demande de "Scottish Bus Group" pour les autocars express. Il comportait de plus petites fenêtres latérales plates à double vitrage en forme de parallélogramme similaires à celles de l'ancien SBG Alexander type M. La plupart des Dominant III comportaient un petit pare-brise de style Dominant I monté dans la position basse du Dominant II afin d'inclure l'affichage de destination sans modifier la ligne de toit.
Le Dominant IV avait des fenêtres latérales légèrement moins hautes que celles des Dominant I et II, et étaient disponibles avec du verre plat en option.
De nombreux exemplaires Dominant ont été construits selon une spécification pour "double usage" comportant des portes de type autobus et d'autres modifications mineures pour les rendre adaptés aux services de transport OMO (opération à un seul homme), éligibles au "Bus Grant 1980" du gouvernement britannique qui subventionnait 50 % du coût des nouveaux autobus. Ceux-ci étaient dénommés Dominant Express avec le numéro de la version (par exemple Dominant II Express). 
Le Dominant E se compose d'une carrosserie d'autocar aménagée en autobus et ne doit pas être confondue avec le Dominant Bus visuellement différent qui était un autobus spécial construit en petite quantité de 1974 à 1987. Il utilisait une structure similaire mais avec des flancs latéraux plats et de petites fenêtres positionnées plus bas.
Deux exemplaires uniques, nommés Dominant Goldliner, ont été construits en 1975/76. Le premier était un prototype à plancher surélevé sur un châssis Bedford YMT, et le second était destiné à l'exportation avec des fenêtres à double vitrage plat, sur un châssis Volvo B58. Cette appellation est réapparue en 1982 avec les Goldliner II, III et IV, versions à plancher surélevé des Dominant II, III et IV. 
En 1983, Duple Ltd présente les nouveaux Duple Laser et Caribbean à plancher surélevé pour remplacer la gamme Dominant et Goldliner. En raison de la faible demande, le Laser n'a pas été adapté pour les châssis Bedford SB et VAS à moteur avant, de sorte que les autocars Dominant sur ces châssis ont continué à être construits jusqu'en 1985. La version autobus du Dominant est restée en production jusqu'en 1987, date à laquelle il a été remplacé par le Duple 300.

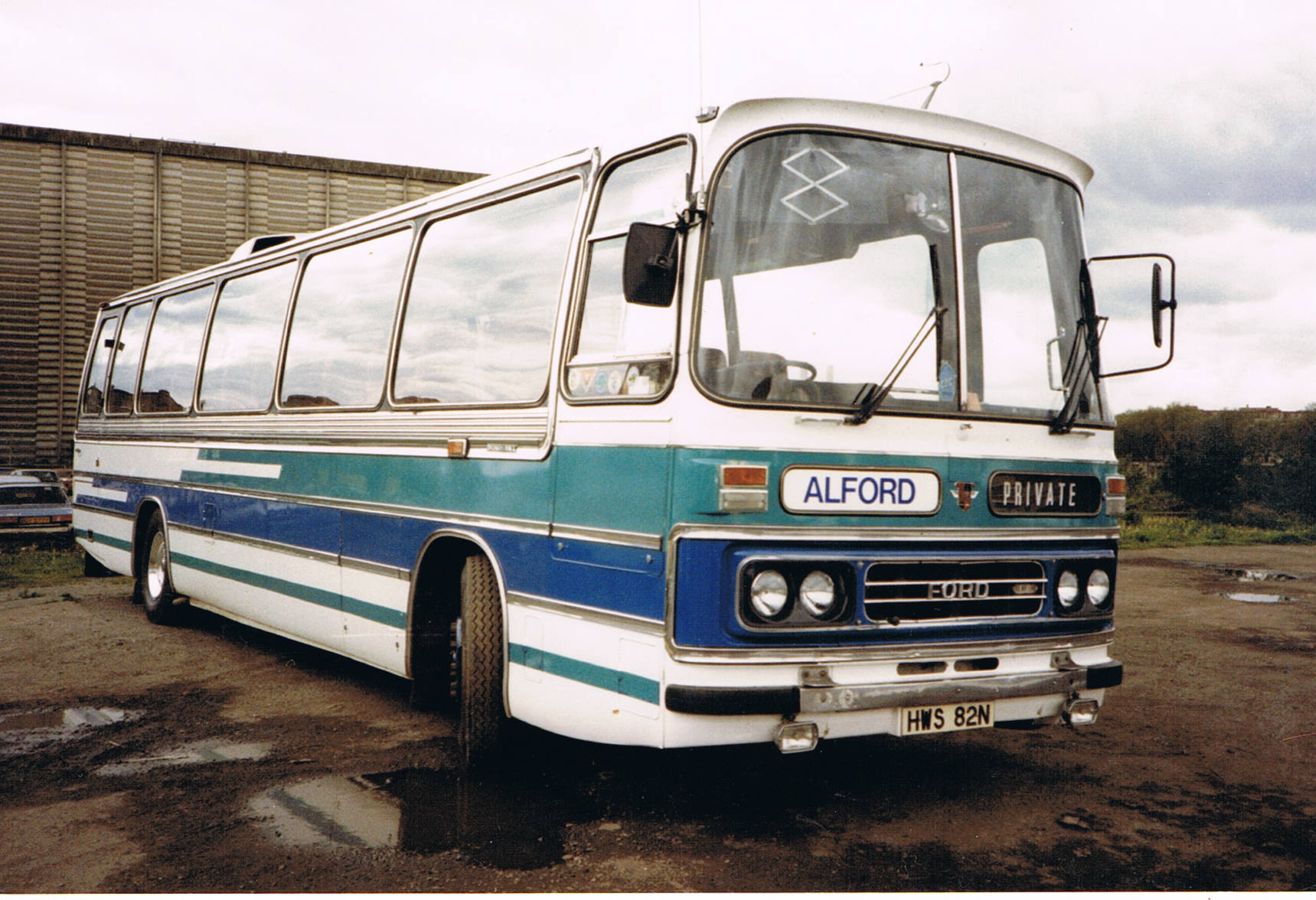
Duple Dominant sur châssis Ford R1114
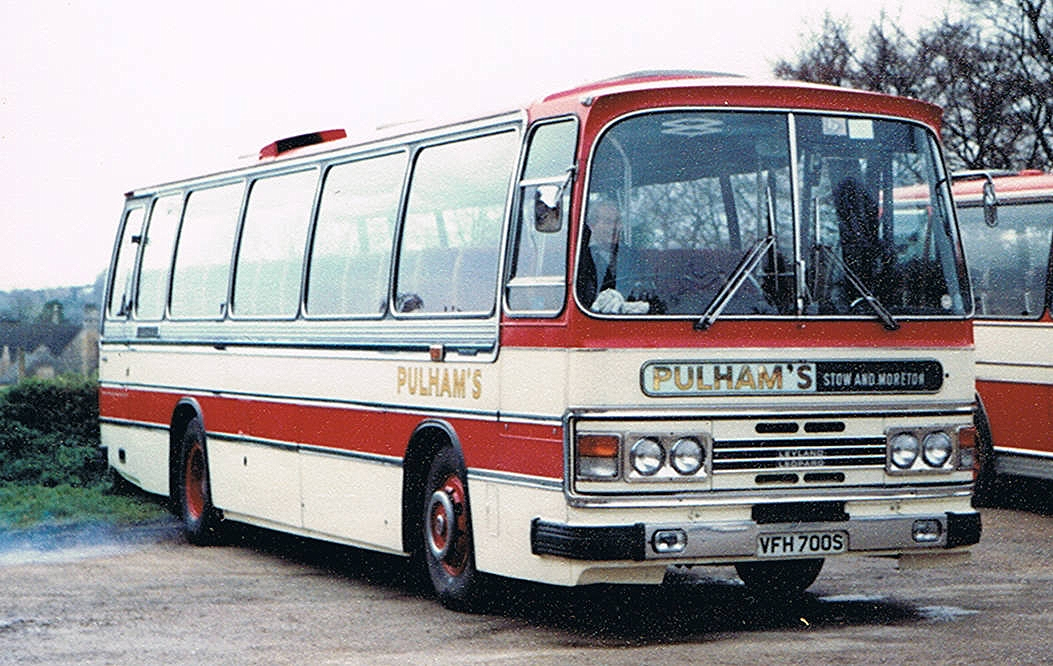
Duple Dominant I sur châssis Leyland Leopard
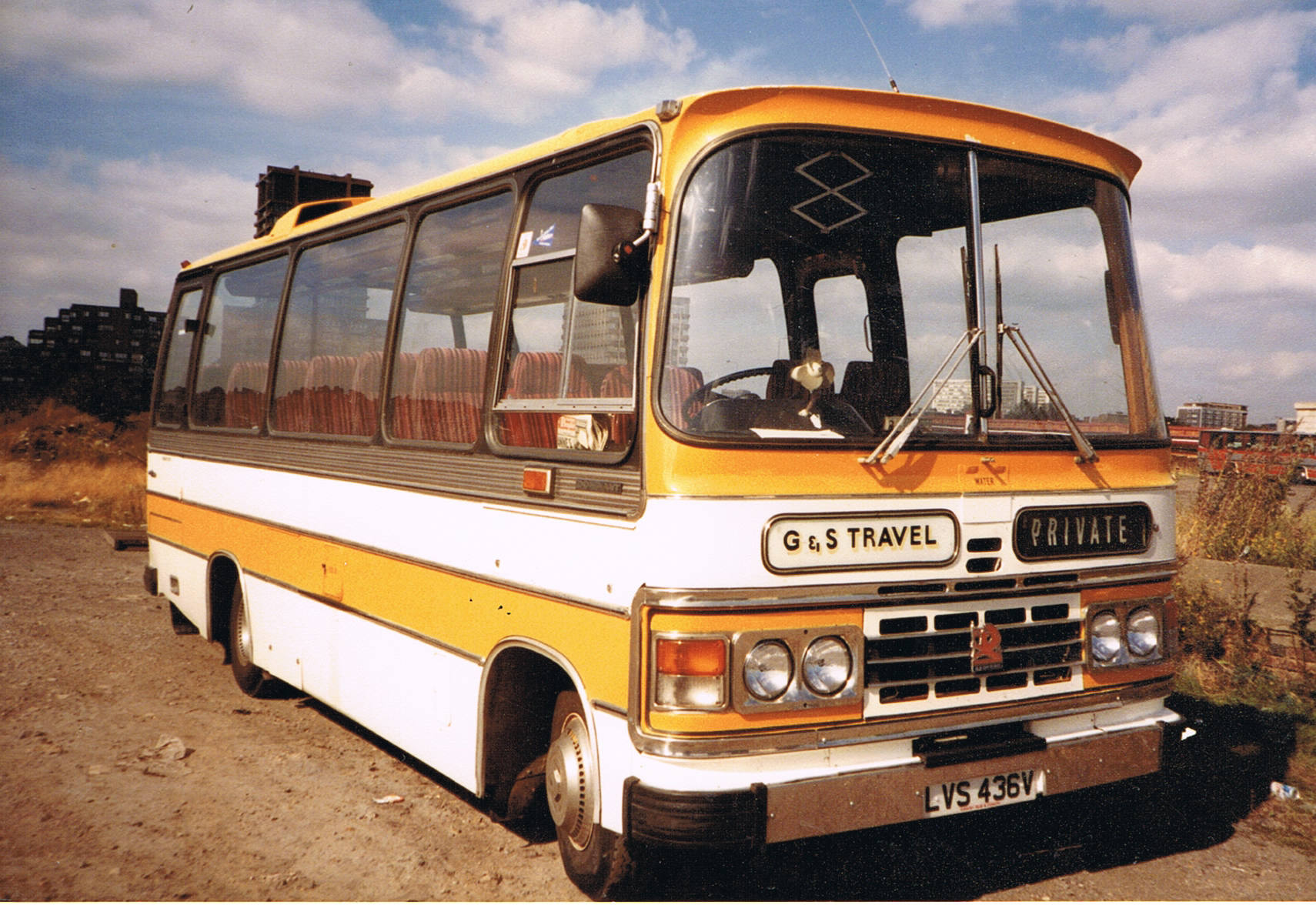
Duple Dominant I sur châssis Bedford VAS.
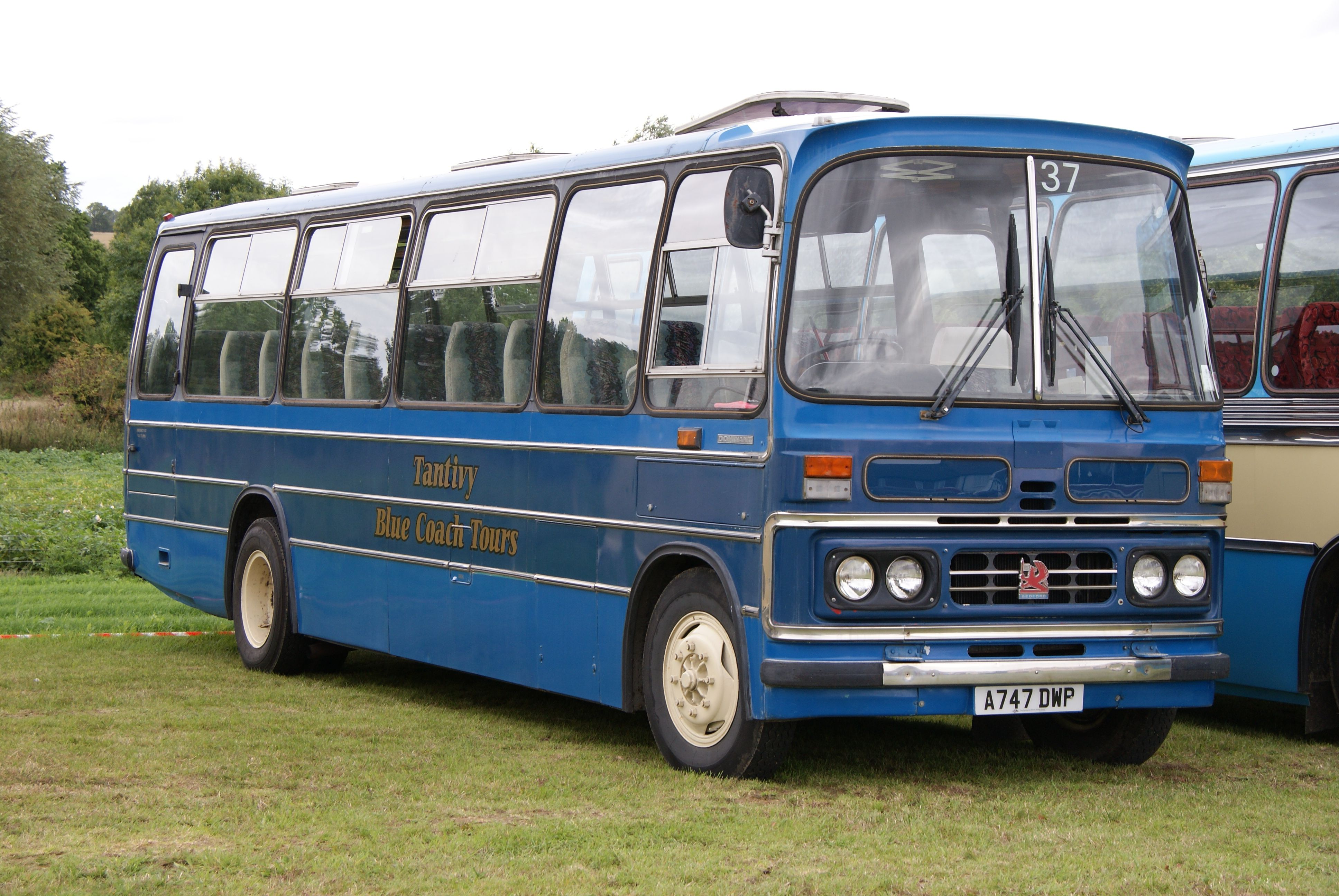
Duple Dominant I sur châssis Bedford SB. Classé de nos jours dans la catégorie Midibus
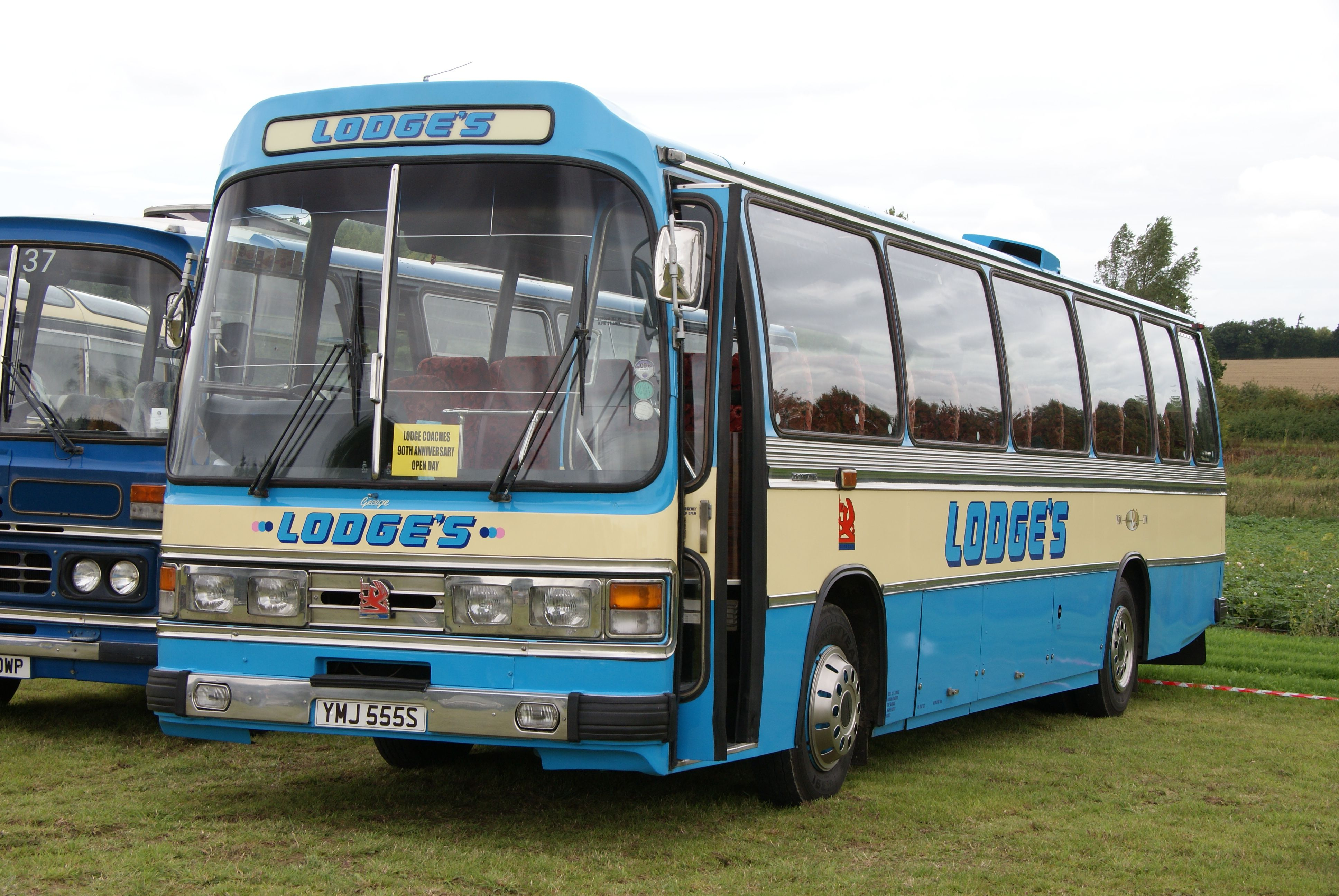
Duple Dominant II sur châssis Bedford YMT. Version avec affichage de la destination type "Bristol dome"
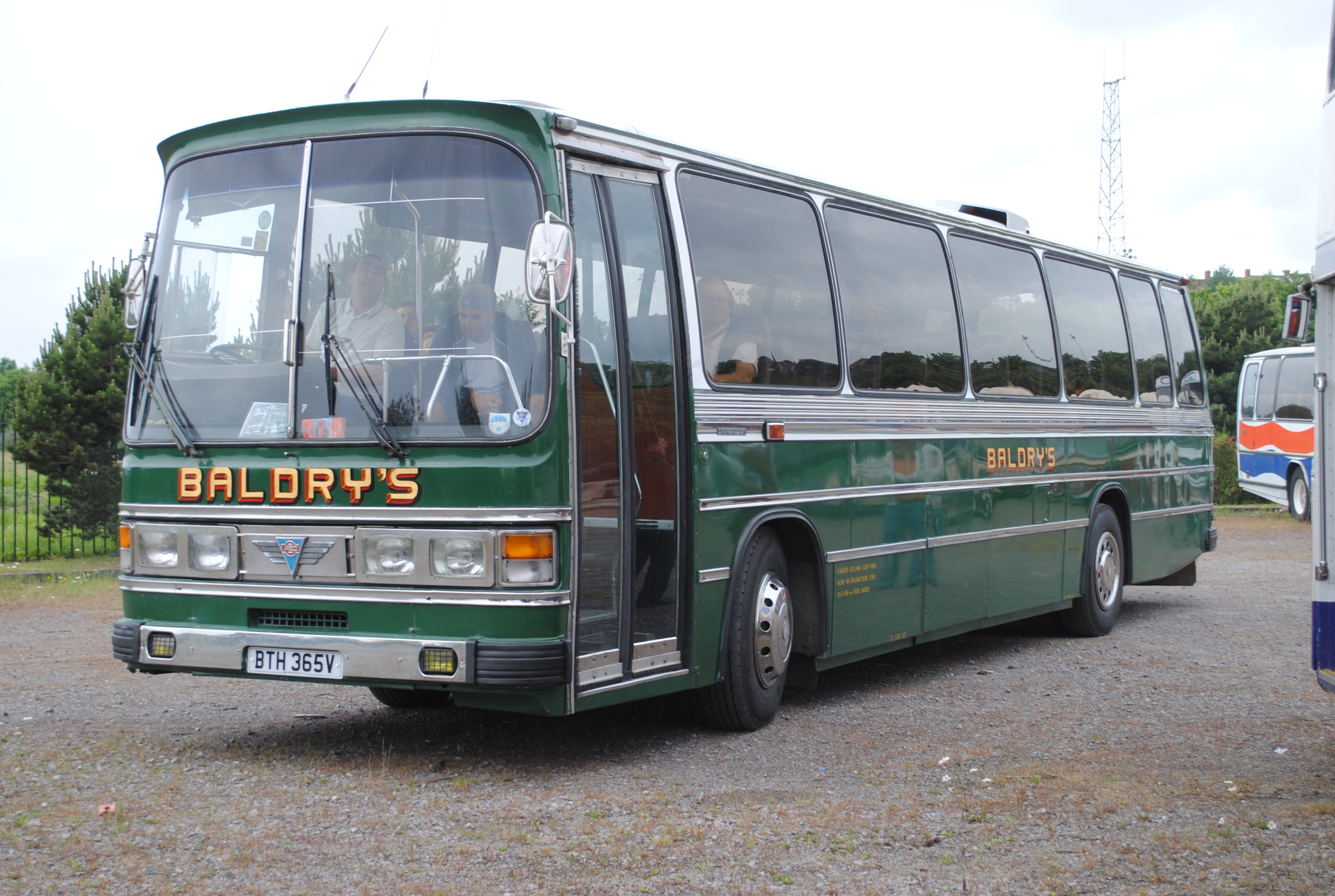
Duple Dominant II Express sur châssis AEC Reliance, avec porte d'accès large style autobus version Express
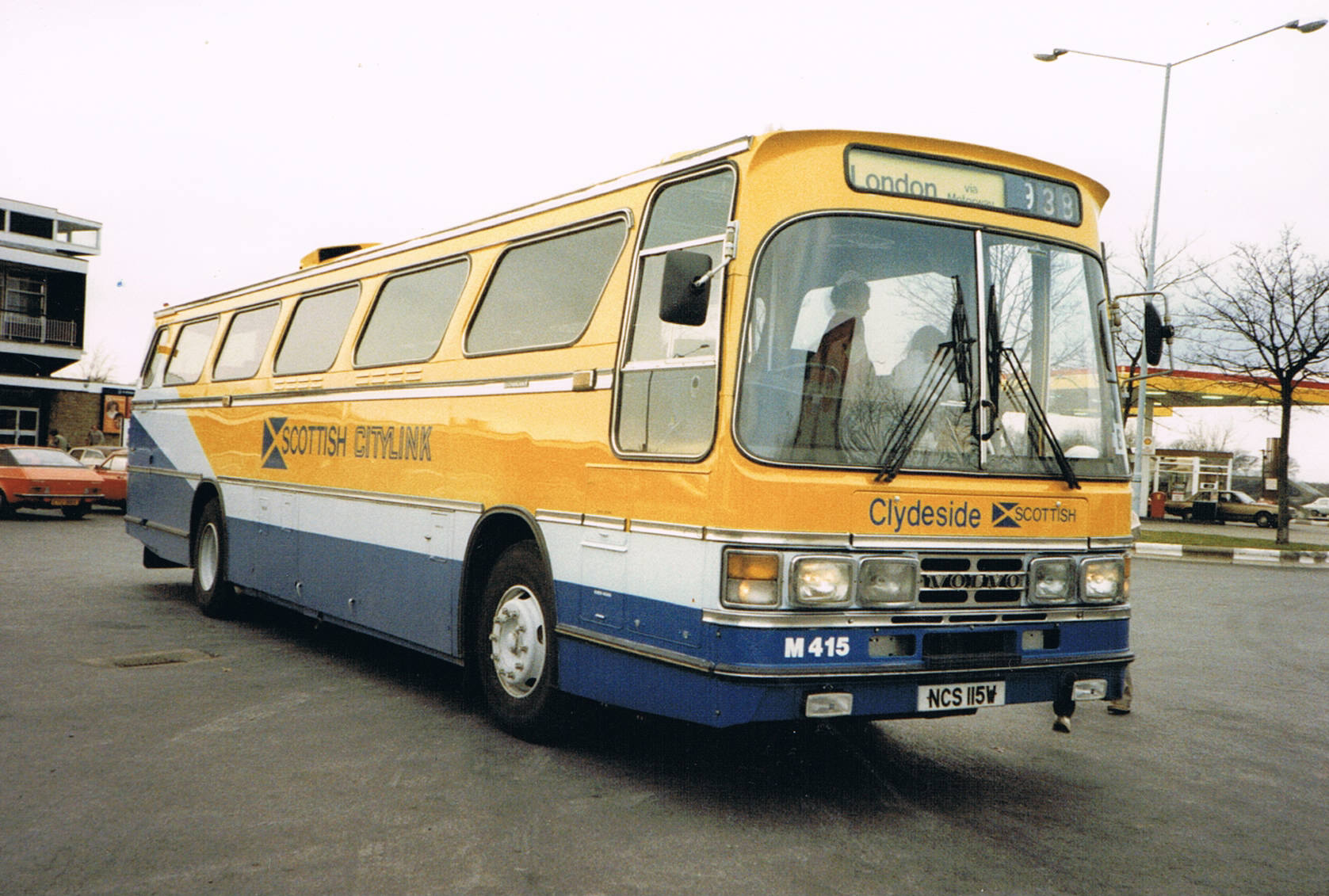
Duple Dominant III sur châssis Volvo B10M
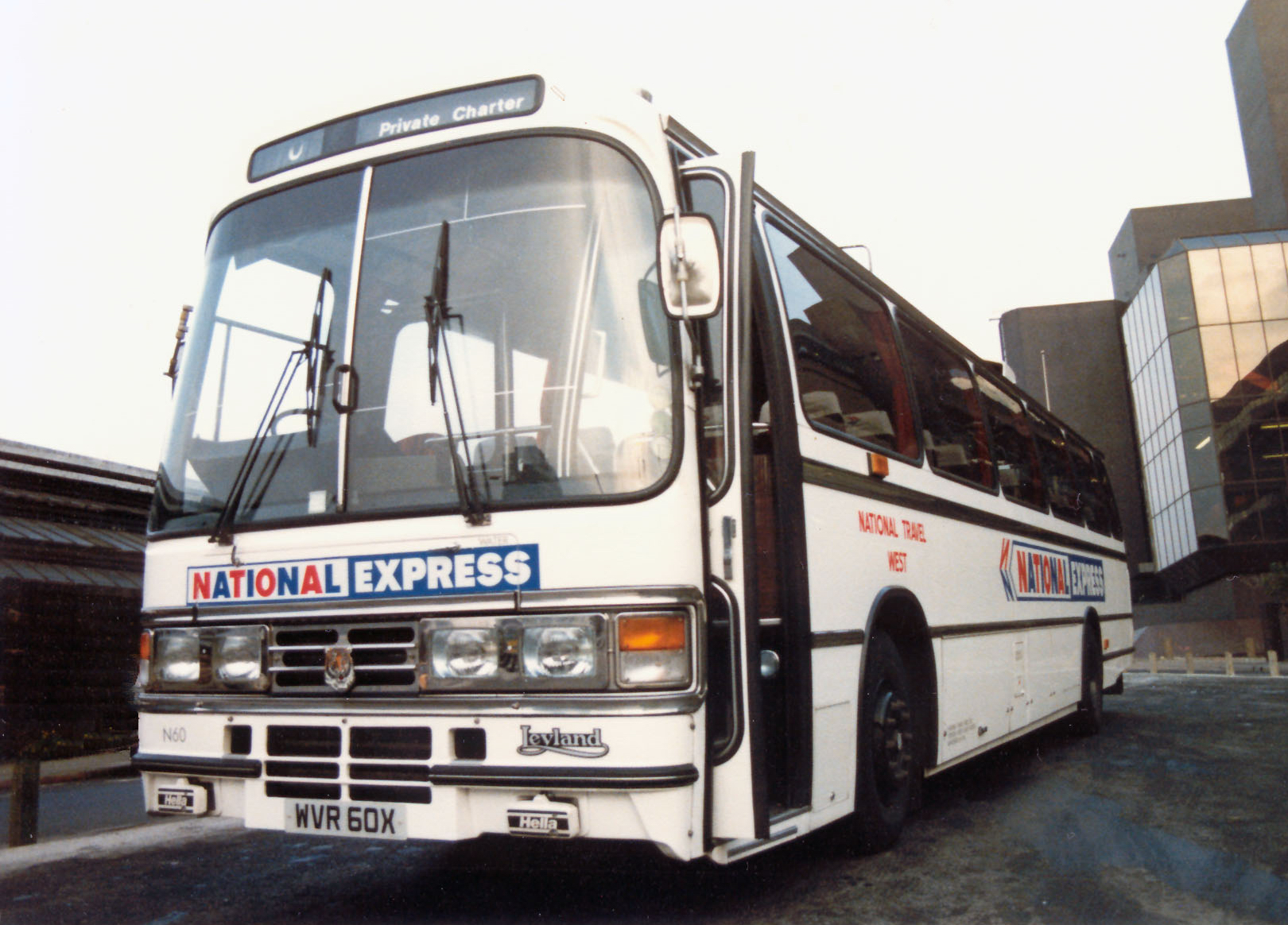
Duple Dominant IV sur châssis Leyland Tiger (1981)
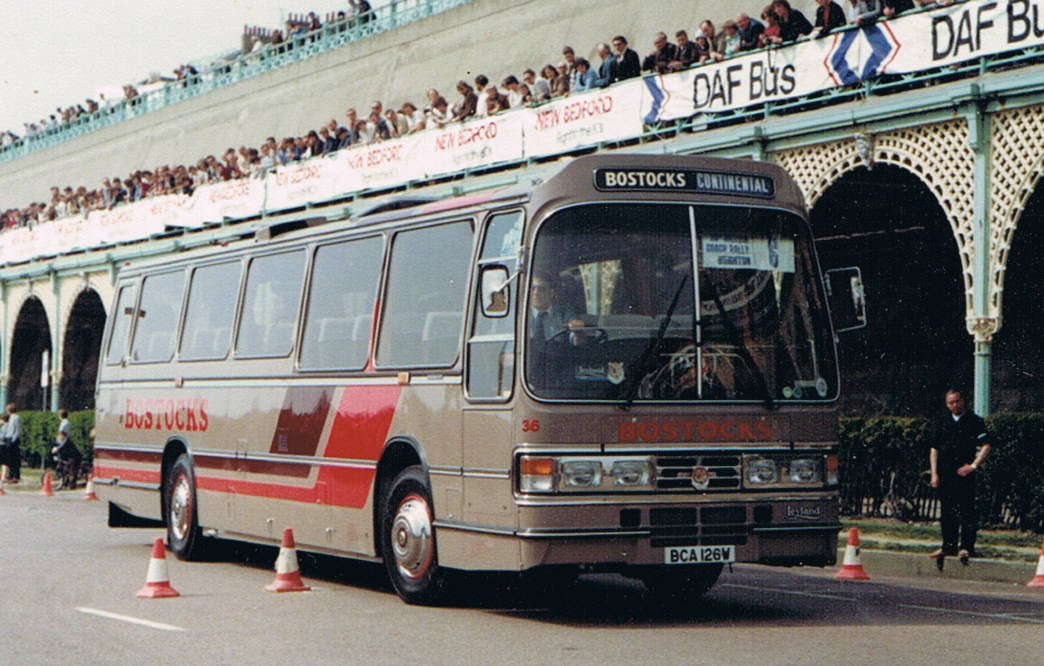
Duple Dominant II/IV hybrides sur châssis Leyland Tiger avec vitres latérales plates
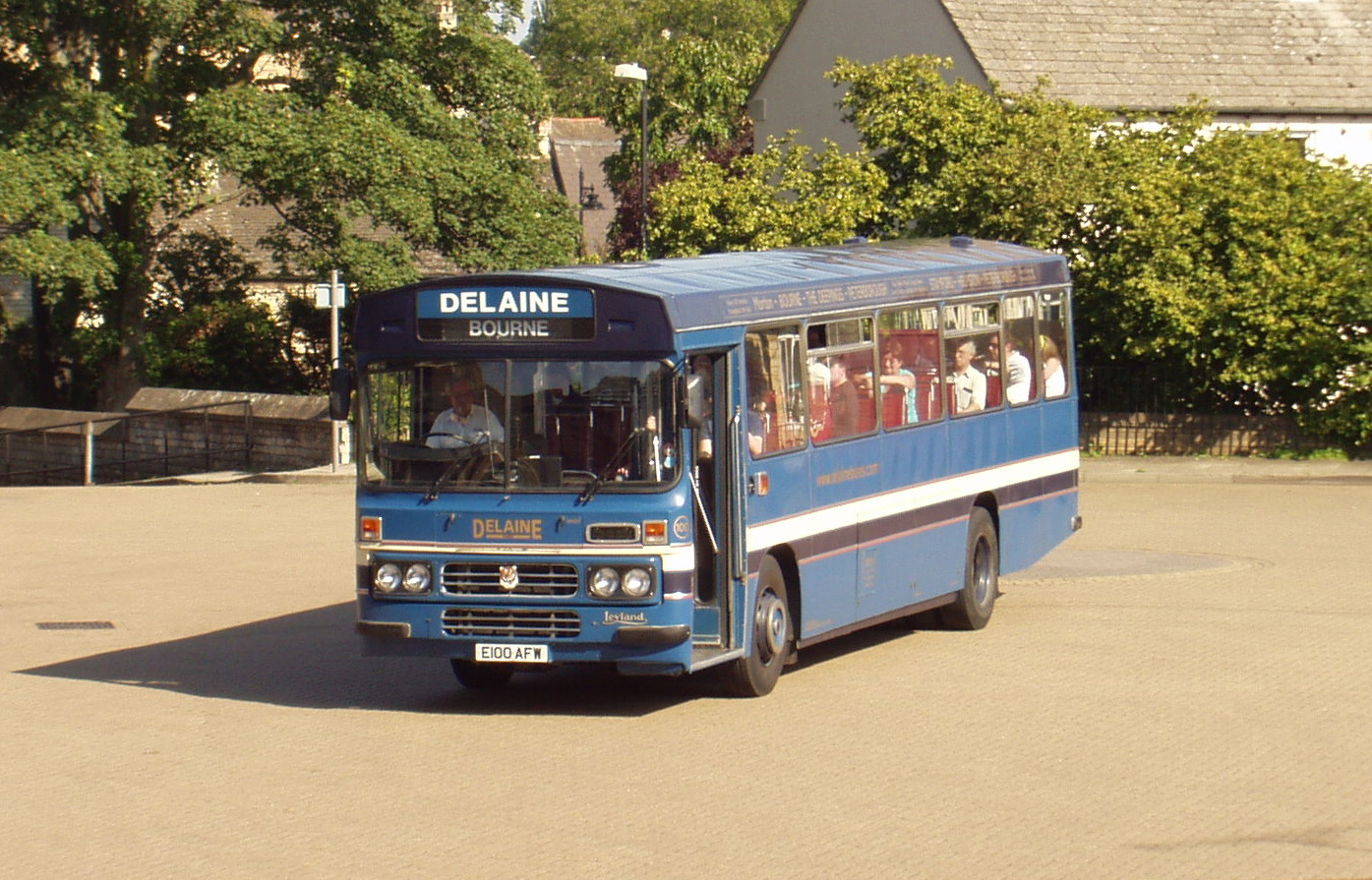
Duple Dominant Bus sur châssis Leyland Tiger
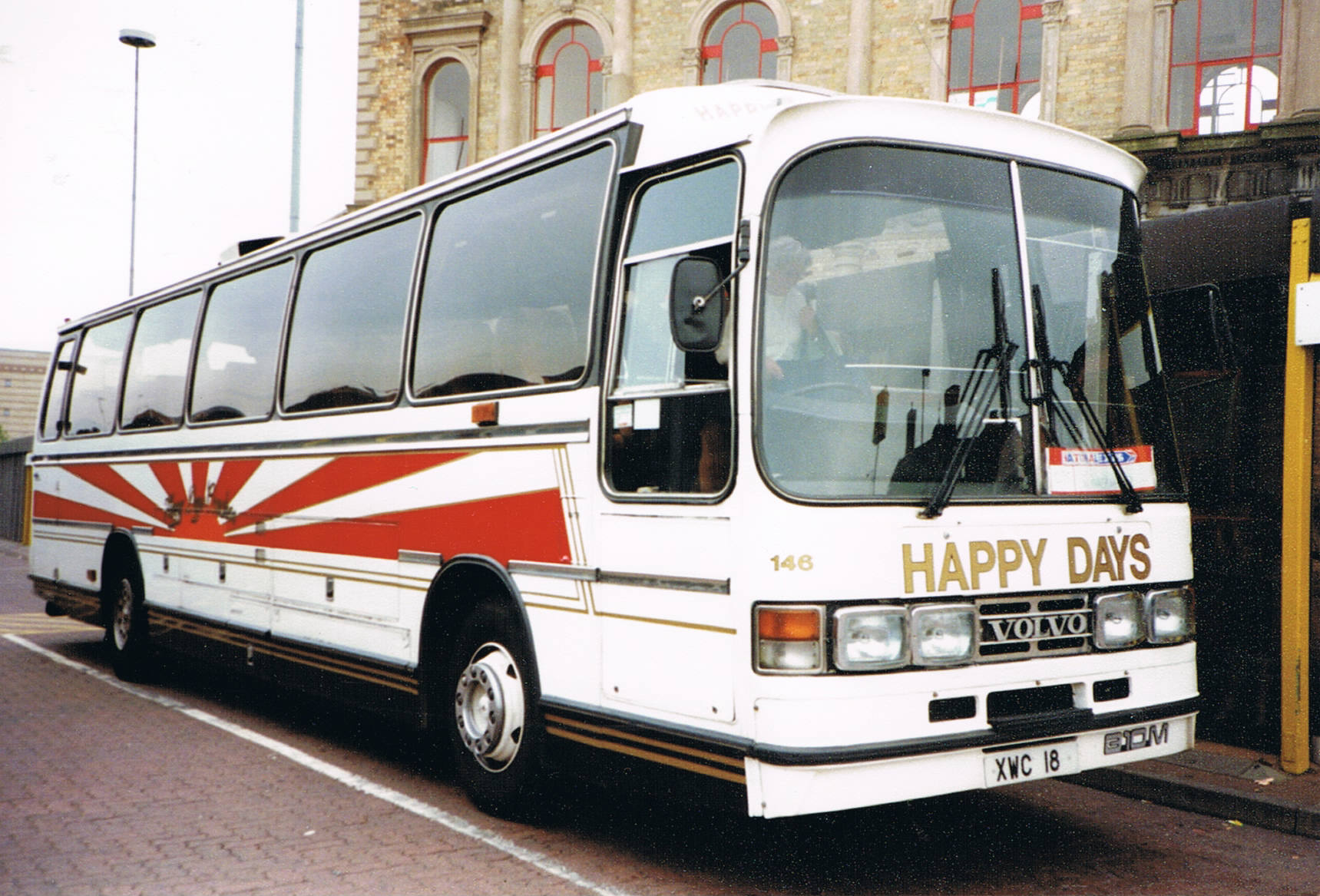
Duple Goldliner II sur châssis Volvo B10M
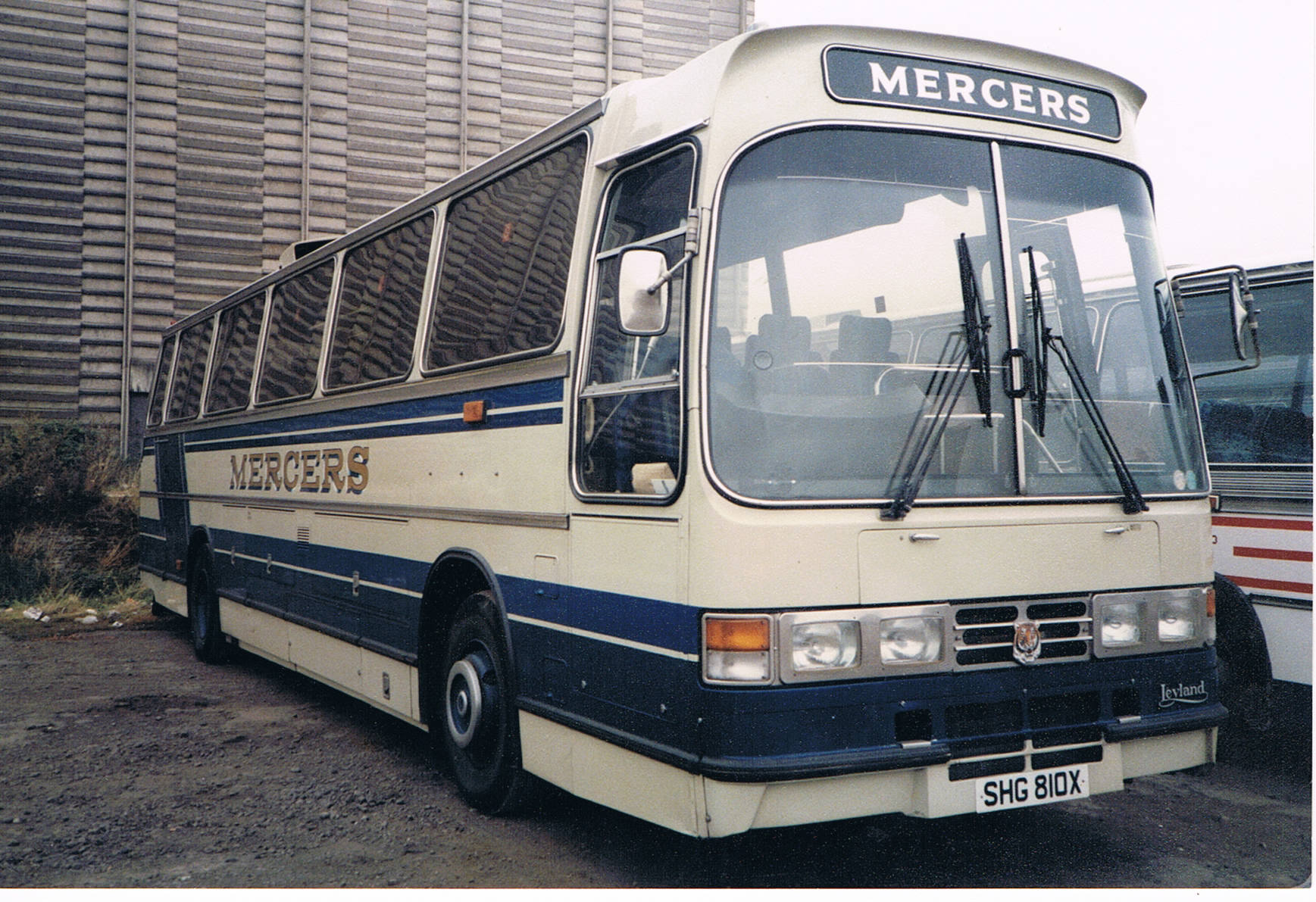
Duple Goldliner IV sur châssis Leyland Tiger